# Vladimír Dzurilla-kupa
A Vladimír Dzurilla-kupa (szlovákul: Pohár Vladimíra Dzurillu) egy jégkorongtrófea, amit a szlovák Tipos Extraliga rájátszássorozatának győztese nyer el. A kupát az önálló szlovák bajnokság kezdete, 1994 óta kapja meg a szlovák bajnok. A trófeát 2016-ban nevezték el Vladimír Dzurilláról, 3-szoros világbajnok csehszlovák válogatott kapusról.

## Kupanyertesek
| No. | Szezon  | Bajnok                                                                           | Második hely                                                                     |
| --- | ------- | -------------------------------------------------------------------------------- | -------------------------------------------------------------------------------- |
| 1.  | 1993–94 | Dukla Trenčín                                                                    | HC Košice                                                                        |
| 2.  | 1994–95 | HC Košice                                                                        | Dukla Trenčín                                                                    |
| 3.  | 1995–96 | HC Košice                                                                        | Dukla Trenčín                                                                    |
| 4.  | 1996–97 | Dukla Trenčín                                                                    | HC Košice                                                                        |
| 5.  | 1997–98 | Slovan Harvard Bratislava                                                        | HC Košice                                                                        |
| 6.  | 1998–99 | HC Košice                                                                        | Slovan Harvard Bratislava                                                        |
| 7.  | 1999–00 | Slovan Harvard Bratislava                                                        | HKm Zvolen                                                                       |
| 8.  | 2000–01 | HKm Zvolen                                                                       | Dukla Trenčín                                                                    |
| 9.  | 2001–02 | Slovan Slovnaft Bratislava                                                       | HKm Zvolen                                                                       |
| 10. | 2002–03 | Slovan Slovnaft Bratislava                                                       | HC Košice                                                                        |
| 11. | 2003–04 | Dukla Trenčín                                                                    | HKm Zvolen                                                                       |
| 12. | 2004–05 | Slovan Slovnaft Bratislava                                                       | HKm Zvolen                                                                       |
| 13. | 2005–06 | MsHK Žilina                                                                      | HK Tatravagónka ŠKP Poprad                                                       |
| 14. | 2006–07 | HC Slovan Bratislava                                                             | Dukla Trenčín                                                                    |
| 15. | 2007–08 | HC Slovan Bratislava                                                             | HC Košice                                                                        |
| 16. | 2008–09 | HC Košice                                                                        | HK 36 Skalica                                                                    |
| 17. | 2009–10 | HC Košice                                                                        | HC Slovan Bratislava                                                             |
| 18. | 2010–11 | HC Košice                                                                        | HK ŠKP Poprad                                                                    |
| 19. | 2011–12 | HC Slovan Bratislava                                                             | HC Košice                                                                        |
| 20. | 2012–13 | HKM Zvolen                                                                       | HC Košice                                                                        |
| 21. | 2013–14 | HC Košice                                                                        | HK Nitra                                                                         |
| 22. | 2014–15 | HC Košice                                                                        | HC ’05 Banská Bystrica                                                           |
| 23. | 2015–16 | HK Nitra                                                                         | HC ’05 iClinic Banská Bystrica                                                   |
| 24. | 2016–17 | HC ’05 iClinic Banská Bystrica                                                   | HK Nitra                                                                         |
| 25. | 2017–18 | HC ’05 iClinic Banská Bystrica                                                   | HK Dukla Trenčín                                                                 |
| 26. | 2018–19 | HC ’05 iClinic Banská Bystrica                                                   | HK Nitra                                                                         |
| 27. | 2019–20 | A Covid-19-járvány miatt félbe lett szakítva a bajnokság, bajnokot nem hirdettek | A Covid-19-járvány miatt félbe lett szakítva a bajnokság, bajnokot nem hirdettek |
| 28. | 2020–21 | HKM Zvolen                                                                       | HK Poprad                                                                        |
| 29. | 2021–22 | HC Slovan Bratislava                                                             | HK Nitra                                                                         |
| 30. | 2022–23 | HC Košice                                                                        | HKM Zvolen                                                                       |
| 31. | 2023–24 | HK Nitra                                                                         | HK Spišská Nová Ves                                                              |